# أليكس كيد بي إم إكس تريال
أليكس كيد بي إم إكس تريال (باليابانية: アレックスキッドBMXトライアル) ، هي لعبة فيديو أنتجها سيجا عام 1987م، وتعمل لنظام سيجا ماستر سيستم، وصدرت حصراً في اليابان.

## وصلات خارجية
- أليكس كيد بي إم إكس تريال على موقع غيم فاكس
- أليكس كيد بي إم إكس تريال على موبي غيمز